# Ageo
Ageo (Japanese: 上尾市 -shi) é uma cidade japonesa localizada na província de Saitama.

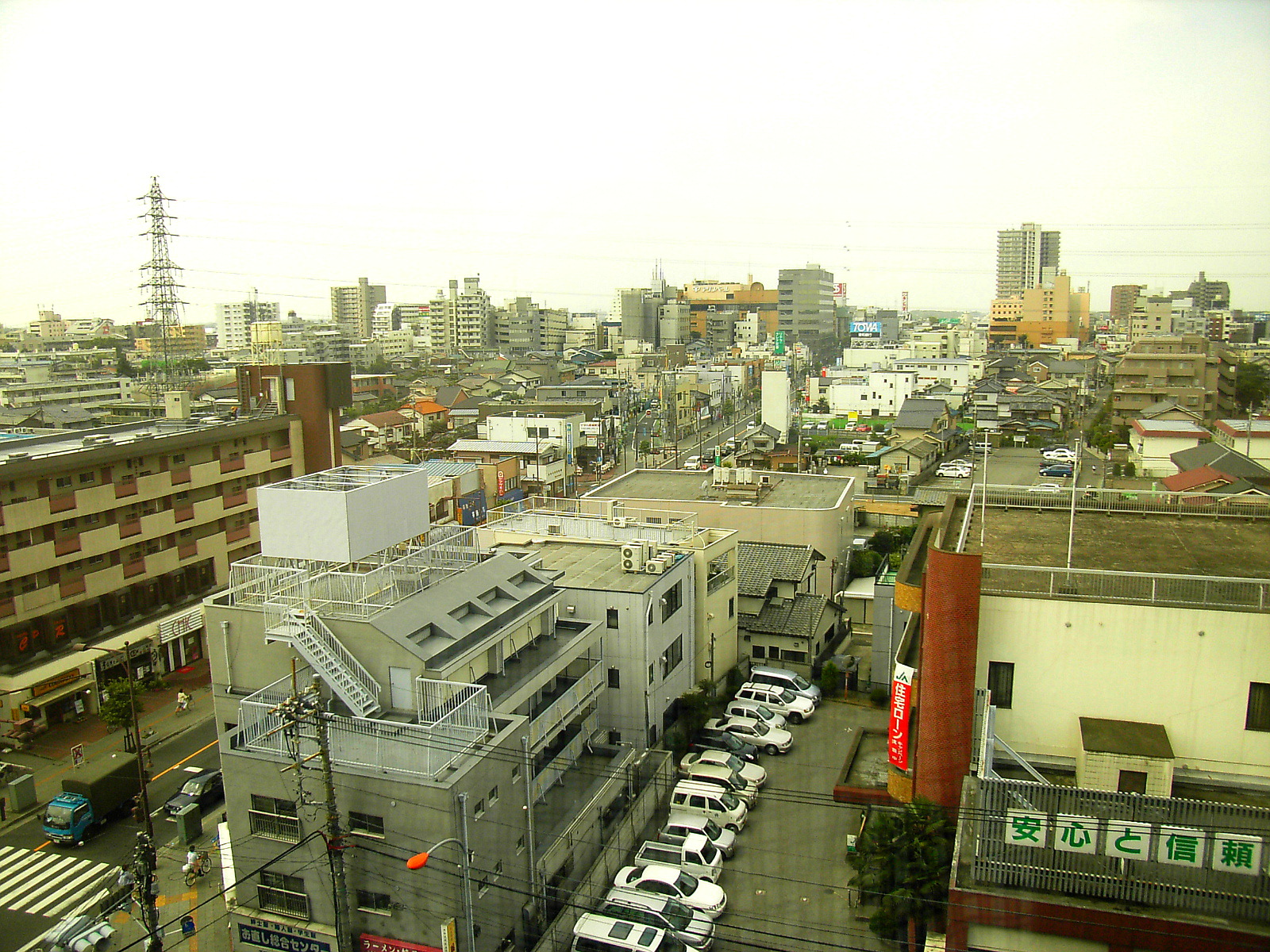
Vista a partir da câmara municipal sobre Ageo.

Em 2003 a cidade tinha uma população estimada em 216 870 habitantes e uma densidade populacional de 4,761,14 h/km². Tem uma área total de 45,55 km².
Recebeu o estatuto de cidade a 15 de Julho de 1958.